# Zenarchopterinae
Zenarchopterinae zijn een onderfamilie van straalvinnige vissen uit de orde van Geepachtigen (Beloniformes).

## Geslachten
- Dermogenys Kuhl en van Hasselt in van Hasselt, 1823
- Hemirhamphodon Bleeker, 1866
- Nomorhamphus Weber en de Beaufort, 1922
- Tondanichthys Collette, 1995
- Zenarchopterus Gill, 1864